# Bellavista (Málaga)

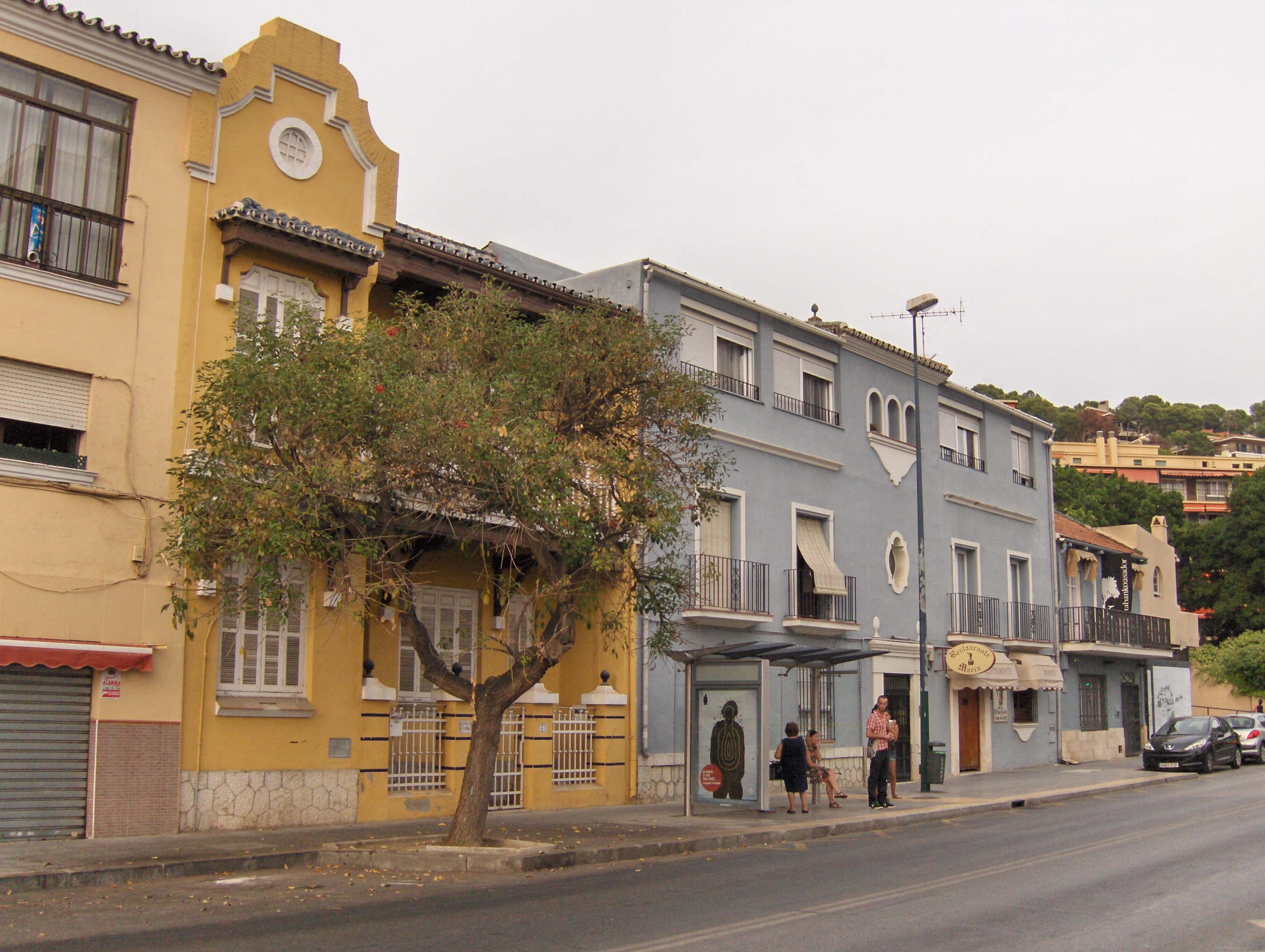
Viviendas del Paseo de Pintor Joaquín Sorolla.

Bellavista es un barrio litoral perteneciente al distrito Este de la ciudad andaluza de Málaga, España. Según la delimitación oficial del ayuntamiento, limita al norte con los barrios de Miramar, Castillo de Santa Catalina y Parque Clavero; al este, con La Torrecilla; y al oeste, con La Caleta.

## Transporte
En autobús está conectado al resto de la ciudad mediante las siguientes líneas de la EMT: 
| Línea | Trayecto                                        | Recorrido | Frecuencia    |
| ----- | ----------------------------------------------- | --------- | ------------- |
| C3    | Parque Clavero                                  | Recorrido | 15 minutos    |
| 11    | Alameda Principal - El Palo                     | Recorrido | 8 minutos     |
| 32    | Alameda Principal - El Limonar                  | Recorrido | 16-18 minutos |
| 33    | Alameda Principal - Cerrado de Calderón         | Recorrido | 25-35 minutos |
| 34    | Alameda Principal - Pedregalejo (Bda. La Mosca) | Recorrido | 30-35 minutos |
| N1    | Puerta Blanca - El Palo                         | Recorrido | 25 minutos    |